# Matthew Warchus
Matthew Warchus, né le 24 octobre 1966, est un metteur en scène britannique, vainqueur du Tony Awards.
Son film Pride est présenté à la Quinzaine des réalisateurs lors du festival de Cannes 2014, où il remporte la Queer Palm.
En 2015, il devient directeur artistique du théâtre Old Vic.

## Filmographie
- 1999 : Simpatico
- 2014 : Pride
- 2022 : Matilda (Roald Dahl's Matilda the Musical)

## Distinctions

### Nominations
- British Independent Film Awards 2014 : Meilleur réalisateur pour Pride